# Alan Brooks
Alan Brooks (* 25. Mai 1977 in Chertsey (Surrey)) ist ein britischer Choreograph, Tänzer mit Schwerpunkt zeitgenössischer Tanz und Tanzpädagoge.
Nach einem Studium an der Londoner Rambert School im Fach klassischer und zeitgenössischer Tanz war er zunächst am Scottish Dance Theatre in Dundee engagiert, bevor er 1998 Solist am Ballett des Staatstheaters am Gärtnerplatz in München wurde. Er tanzte unter anderem in Produktionen von Jonathan Lunn, Rui Horta, Philip Taylor, Jiří Kylián, Malou Airaudo, Catharina Sagna und Carolyn Carlson und ist weiterhin als Tänzer in Deutschland, Frankreich, den Niederlanden, Spanien und Italien aktiv.
Zu seinen choreographischen Arbeiten gehören Werke für die Münchner Philharmoniker, das Staatstheater am Gärtnerplatz, das Münchner Kammerorchester, die Münchner Kammerspiele und die Bayrische Staatsoper. Mit seinem Projekt „Tanz mal Drei“ initiierte er das erste Tanz-Programm einer stattlichen Ballettkompanie in Deutschland.
Als Tanzpädagoge legte er fortan seinen Schwerpunkt auf die Arbeit mit Kindern und Jugendlichen und leitet unter anderem seit 2008 im Auftrag des Bayerischen Staatsministeriums für Unterricht und Kultus das Projekt „Schultanz in Bayern“ sowie dessen Fortsetzung („Tanz in bayrischen Schulen“).
Jährlich arbeitet Brooks in rund 18 Workshops mit durchschnittlich 30 Teilnehmern, choreografierte jedoch auch Events mit 1500 Mitwirkenden, wie 2015 an der Munich International School.
Als Dozent lehrt Brooks an den Universitäten Augsburg und Eichstätt und ist „Community and Youth Dance Consultant“ der National Dance Company Wales.
Alan Brooks lebt in München und Las Palmas. 

## Wichtige Choreographien
- Singspiel Nockerberg, München 2019
- Termini, Stadttheater Landshut 2018
- Interconnected, Prinzregententheater, München 2018
- Lilia4ever, Residenztheater München, 2017
- Die Fledermaus, Bayerische Staatsoper, 2016
- Lydia_the End, Staatstheater am Gärtnerplatz, München 2015
- Romeo und Julia, Münchener Kammerorchester, 2015
- Gott weiß wann, Münchener Kammerspiele, 2014
- Rise, Lichtblicke Festival Nürnberg, 2013
- Dracula, August Everding Akademie, München 2012
- Breaking Light, Nord Pas de Calais, 2011
- Findlinge, Coburg 2008
- Der Feuervogel, Münchener Philharmoniker, 2005